# William Duell
Darwin William Duell (30 de agosto de  1923, Corinth, Nueva York – 22 de diciembre de 2011) fue un actor y cantante estadounidense.
Fue conocido por su papel de Jim Sefelt en One Flew Over the Cuckoo's Nest (1975) y como Johnny, el sabio lustrabotas en la serie Police Squad! (1982), protagonizada por Leslie Nielsen. También tuvo un pequeño papel secundario en la película Cradle Will Rock, interpretando a un mayordomo.

## Personal
En 2004, Duell se casó con Mary Barto. Falleció de un fallo respiratorio en diciembre de 2011, a los 88 años.